# ルーチ
『アルテア』（Altair）および『ゲリオス』（Gelios）としても知られる『ルーチ』（ロシア語: Луч、「光」の意）衛星データ中継ネットワーク（SDRN）は、アメリカ合衆国の追跡・データ中継衛星と同様に、ソビエト/ロシアの宇宙ステーション、ミール、国際宇宙ステーションのロシア軌道セグメントおよびその他の宇宙機から地球へと生のテレビ映像、通信およびその他のテレメトリーを中継するためのロシアの対地同期中継衛星のシリーズである。

## 第1世代

西側ではアルテア/SR中継衛星と呼ばれるルーチ対地同期衛星のコンセプト図。ミール宇宙ステーションとの音声とデータ中継用に設計されており、衛星データ中継ネットワーク（SDRN）と呼ばれた。

衛星の第1世代は衛星バスKAUR-4を用いて（この衛星バスの初使用）NPO-PMによって作られ、コード名「アルテア」（GUKOS目録 - 11F669）とされた。このシステムは第2世代の全球衛星データ中継ネットワーク（Глобальная Космическая Командно-Ретрансляционная система (GKKRS)）の一部として着想され、1976年2月17日のソビエト連邦閣僚会議の布告に基づき開発された（同布告の残りの部分は"Geyser"静止軌道システム構築を許可している）。このプラットフォームで5個の衛星が作られたが、コスモス1700、コスモス1897、コスモス2054およびルーチ1の4個の衛星だけが打ち上げられ、現在ではどれも運用されていない。5番目の衛星は打ち上げ資金が不足したため、ロシア、サンクトペテルブルクのA.S.ポポフ通信中央博物館に寄贈された。

### プラットフォーム設計
各衛星は2.4tの質量があり、1.8kWの電力を供給する2枚の太陽電池パネルを備えている。3基の大型アンテナと、多数の小型のヘリカル・アンテナによって15/14、15/11、0.9/0.7 GHz帯でのデータ中継を可能にしている。

## 第2世代
コード名「ゲリオス」とされた衛星の第2世代では複数の改善が盛り込まれたが、打ち上げ資金不足からこのプラットフォームでは1機の衛星のみが組み立てられて1995年9月11日にルーチ2・1（ゲリオス-12L）として打ち上げられ、1998年に動作停止した。

## 第3世代 - MKSRルーチ・コンステレーション
2009年に当初ロシア連邦宇宙局はJSC情報衛星システム（以前のNPO-PM）との間で新世代の人工衛星であるルーチ4、ルーチ5Aおよびルーチ5Bの開発契約を締結した。これによってルーチ・ネットワークを再構築し、リラ (ISS)およびレグル (ISS)通信システムを介して軌道周回あたり45分間のロシア軌道セグメントとの通信を提供するものだった。ルーチ4はより重いエクスプレス2000衛星プラットフォームを基にしていたが、ルーチ5Aおよびルーチ5Bはより軽いエクスプレス1000に基づいており、プロトン-M/ブリーズ-Mにコンパニオン衛星とともに搭載されることになっていた。この計画は中止され、MKSRルーチ・コンステレーションが定義された。より重たく高価なルーチ4に代えてルーチ5Aの双子衛星ルーチ5Vが加えられた。このシステム使用される3つの軌道位置はインド洋上の東経95度、大西洋上の西経16度、太平洋上の東経167度である。各軌道はそれぞれルーチ5V、ルーチ5Bおよびルーチ5Aに割り当てられる。
ルーチ5Aは2011年11月10日にバイコヌール宇宙基地に到着し、2011年12月11日にアモス5とともに打ち上げられた。ルーチ5Bは2012年5月に真空熱試験を通過し、ヤマル300Kとともに2012年11月3日に打ち上げられた。ルーチ5Vはカズサット3とともに2014年4月28日に打ち上げられ。
2013年に、軍事通信衛星がルーチおよびオリンプ（Olymp）の両方として識別され、プロトンMに搭載されることが明らかにされたものが後にオリンプKと名付けられたこの衛星は2014年9月28日にプロトンM/ブリーズMで成功裡に打ち上げられた。USPに基づいて、GEOで15年の寿命を保ち、レーザー通信ターミナルを搭載し、ホールスラスタを使用し、SIGINTペイロードも搭載するものとみなされている。
2015年10月9日にspacenews.comは、2015年4月にオリンプKがインテルサットの通信衛星インテルサット901の10km以内で、インテルサット7の近くに移動し、飛行安全上の事故の懸念が生じたと報じた。インテルサットはロシアの衛星運営者に連絡を取ろうとしたが成功せず、ロシア政府からは衛星の移動理由は示されなかった。この移動はアメリカ国防総省内での機密会議を引き起こした。
ルーチ4はエニセイA1衛星に作り替えられたと推測されている。これは主に、特に大口径のアンファーラブル・アンテナ反射器および軌道上昇機動への電気推進の使用などの新技術のためのデモンストレーション宇宙機となる予定である。
新しいプログレスMSおよびソユーズMSは統合指令テレメトリーシステム（Unified Command Telemetry System, UCTS）を搭載し、地上無線局上空を飛行していないときにもルーチおよびGLONASSネットワークを使用して、宇宙機のリアルタイムのテレメトリーおよび指令が可能となる。

## 批判
2018年9月7日、フランスの軍事省のフロランス・パルリは、2017年にフランス・イタリア共同の衛星で、機密軍事通信および作戦計画にしようされているアテナ・フィドゥス衛星にルーチ・オリンプ宇宙機が忍び寄っていたと主張した。パルリは「隣人の話を聞こうとするのは非友好的なだけではない。それはスパイ行為と呼ばれる」と述べた。